# Alfeld (Bajorország)
Alfeld település Németországban, azon belül Bajorországban. Lakosainak száma 1111 fő (2023. december 31.).

## Népesség
A település népessége az elmúlt években az alábbi módon változott:
| Lakosok száma | 872  | 886  | 1029 | 1059 | 1094 | 1087 | 1072 | 1056 | 1113 | 1111 |
|               | 1875 | 1950 | 1975 | 1987 | 2012 | 2014 | 2016 | 2017 | 2021 | 2023 |